# Sandra Langereis
Sandra Langereis (Amsterdam, 1967) is een Nederlands historicus. In 2021 won ze voor haar boek Erasmus, dwarsdenker de Libris Geschiedenis Prijs.

## Biografie
Langereis studeerde geschiedenis aan de Universiteit van Amsterdam en hier studeerde ze in 1992 cum laude af en in 2001 promoveerde ze cum laude . Ze was vervolgens tot aan 2013 als docent geschiedenis verbonden aan deze zelfde universiteit en de Universiteit Leiden. Daarnaast was ze actief als eindredacteur van het blad Historisch Tijdschrift Holland en was ze hoofdredacteur van de boekenreeks Hollandse Studiën.
In 2014 verscheen van Langereis het boek De woordenaar over Christoffel Plantijn. Het boek haalde dat jaar de shortlist voor de Libris Geschiedenis Prijs, maar won deze niet. Wel werd De woordenaar dat jaar door De Volkskrant bekroond tot de beste biografie van 2014 en Trouw beloonde het boek als het beste geschiedenisboek van dat jaar. Zeven jaar later kwam haar biografie uit over Desiderius Erasmus, Erasmus, dwarsdenker. In oktober 2021 kreeg Langereis voor dit boek de Libris Geschiedenis Prijs. De jury schreef over dit boek onder meer: "In krachtige zinnen laat Langereis de lezer kennismaken met Erasmus als mens, met al zijn goede en slechte eigenschappen." In 2024 werd De la Court-Prijs aan haar toegekend.

## Geselecteerde bibliografie
- 1999: Johannes Smetius: Nijmegen, stad der Bataven, 2 delen in cassette (deel 1 Inleiding door Sandra Langereis; deel 2 Vertaling door Toon Bastiaensen, Sandra Langereis en Leo Nellissen), Uitgeverij SUN.

- 2001: Geschiedenis als ambacht: oudheidkunde in de Gouden Eeuw: Arnoldus Buchelius en Petrus Scriverius. Hollandse Studiën 37, Uitgeverij Verloren.
- 2010: Breken met het verleden: Herinneren en vergeten op het Valkhof in de Bataafse revolutiejaren, Uitgeverij Vantilt.
- 2014: De woordenaar: Christoffel Plantijn, 's werelds grootste drukker en uitgever (1520-1589), Balans.
- 2021: Erasmus, dwarsdenker. Een biografie, De Bezige Bij.
- 2022: Erasmus’ Lof der Zotheid. Ingeleid en naverteld door Sandra Langereis en voorgedragen door Jorn Heijdenrijk, De Bezige Bij.
- 2024: Machineman. De tijden van Eise Eisinga, De Bezige Bij.